# Domenico Gallamini
Domenico Gallamini (Faenza, 1774 – Faenza, 5 gennaio 1846) è stato un pittore e decoratore italiano.

## Biografia
Nasce a Faenza nel 1774. Si forma artisticamente nella sua città natale all’interno della Scuola di Disegno diretta da Giuseppe Zauli che poi continuò a frequentare. Inizialmente si avvicinò ai modi artistici di Gaetano Gandolfi e di Vincenzo Camuccini. Dopo un probabile viaggio a Roma, tra il 1811 e il 1812, si distinse a Faenza come decoratore tra il 1820 e il 1840.

In un primo tempo si ispirò alla tecnica di Felice Giani decorando palazzo Battaglini e palazzo Cavina. Alla morte di Giani proseguì autonomamente adottando uno stile più romantico (palazzo Zauli-Graziani e un secondo intervento nel palazzo Cavina). Ricercò uno stile elegante nel palazzo Foschini-Guiccioli e negli ultimi anni di attività questo divenne più ricercato e involuto (decorando il palazzo Comunale, sala di Coriolano), recuperando anche uno stile neocinquecentista. Non limitato all’attività di decoratore realizzò dipinti a olio su tela di tematica religiosa (Faenza, chiesa di Sant'Antonio, Santa Rita, olio; chiesa di Santa Margherita, Educazione di Maria sulle Sacre Scritture, olio). Operò il rifacimento dell’immagine della Madonna della Misericordia, ora conservata nel coro dei Canonici in Cattedrale. In ambito politico ricoprì la carica di Consigliere Comunale e dal 1836 fu membro della Deputazione d’Ornato.

## Opere
Tra le opere pervenuteci si conservano nella Pinacoteca Comunale di Faenza:
- L'incredulità di San Tommaso, olio su tela;
- L'ultima cena, dipinto;
- Il battesimo nel Giordano, dipinto incompleto;
- Bruto che condanna a morte i figli, olio su tela.

## Mostre
Nel 1955 a Faenza si tenne la Mostra degli artisti romagnoli dell’Ottocento.